# Cribrilina spiculifera
Cribrilina spiculifera is een mosdiertjessoort uit de familie van de Cribrilinidae. De wetenschappelijke naam van de soort is voor het eerst geldig gepubliceerd in 1955 door Kluge.